# Illusions fantasmagoriques
Illusions fantasmagoriques (Illusions fantasmagoriques) è un cortometraggio diretto da Georges Méliès (Star Film 155) della durata di circa 1 minuto in bianco e nero.
In questo film Méliès torna al suo soggetto tipico di giochi di prestigio, apparizioni e sparizioni, effettuati col trucco dell'arresto della ripresa.

## Trama
Méliès è nel suo teatro e esegue un numero di prestigio con una colomba: la mette in una scatola con alcuni vestiti e ne esce un Pierrot bambino, che colpito con un'accetta si sdoppia. I due litigano allora Méliès li fa sparire. Poi rompe la scatola per far vedere che era vuota e fa riapparire un bambino; poi due bandiere, che si mette a sventolare; infine fa sparire se stesso, per rientrare poi dalla porta della scenografia.